# مصطفى بايتاس
مصطفى بايتاس سياسي وبرلماني ومحامي مغربي. عين الوزير المنتدب لدى رئيس الحكومة، والوزير المكلف بالعلاقات مع البرلمان، والناطق الرسمي باسم الحكومة في حكومة عزيز أخنوش، وهو عضو في حزب التجمع الوطني للأحرار.

## السيرة
ولد بابتاس في سيدي إفني عام 1977. وأكمل دراسته في سيدي إفني إلى غاية حصوله على شهادة البكالوريا، اشتغل بايتاس في قطاع التعليم قبل التحاقه بالمحاماة. كما حصل علي شهادة الدبلوم في السلك العالي عن تخصص التدبير الإداري بالمدرسة الوطنية للإدارة بالرباط. وهو عضو المكتب السياسي بحزب التجمع الوطني للأحرار المغربي. شغل بايتاس منصب مستشار مكلف بالعلاقات مع البرلمان بديوان وزير الفلاحة (2012 - 2016)، وأيضا عمل مستشار جماعي بجماعة سيدي إفني. في الشق البرلماني سبق لبايتاس الحصول على مقعد برلماني سنة 2011 عن لائحة الشباب، ثم سنة 2016 عن الدائرة نفسها، وترشح بايتاس للبرلمان خلال انتخابات 2021 عن دائرة سيدي إفني وفاز بمقعد بها، وهي الانتخابات التي فاز بها حزبه بأغلبية تشكيل الحكومة.
في 7 أكتوبر 2021 عين بايتاس وزيراً منتدباً مكلفاً بالعلاقات مع البرلمان والناطق الرسمي باسم الحكومة المغربية التي يترأسها عزيز أخنوش.